# المغامرات العرضية الإضافية للمئوي الذي هبط من النافذة واختفى
المغامرات العرضية الإضافية للمئوي الذي هبط من النافذة واختفى (بلإنجليزية: The Accidental Further Adventures of the Hundred-Year-Old Man) هي رواية كوميدية صدرت عام 2019 من تأليف الكاتب السويدي يوناس يوناسون، وهو تكملة للرواية التي صدرت في عام 2009 "المئوي الذي هبط من النافذة واختفى". القصة تتبع مغامرات آلان كارلسون في العالم المعاصر.

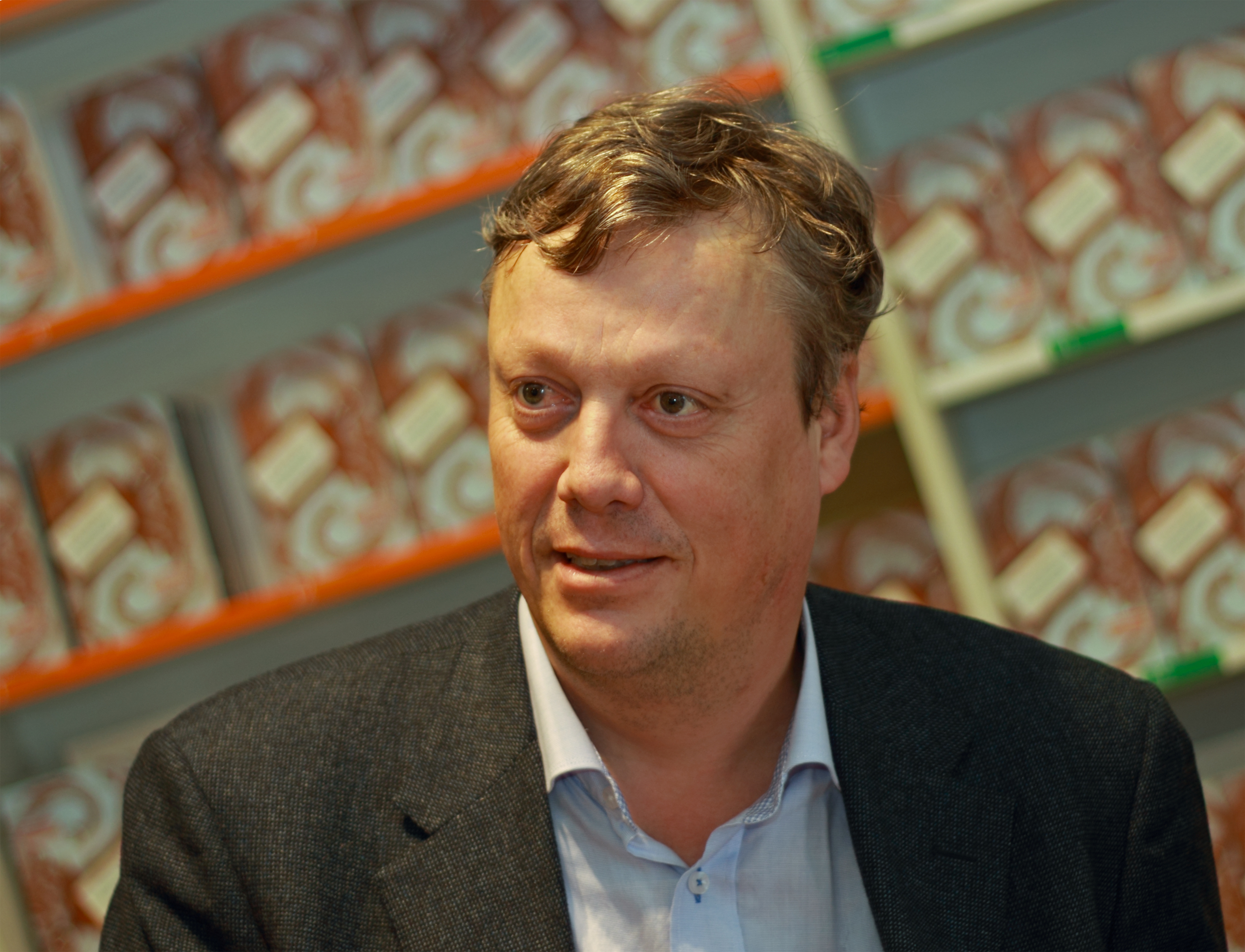
يوناس يوناسون

## الحبكة
بعد انتهاء أحداث الرواية السابقة، يستمتع آلان كارلسون وصديقه يوليوس جونسون بحياة فاخرة في فندق ببالي، إندونيسيا، حيث ينفقان الأموال التي حصلا عليها سابقًا. أثناء إقامتهما، يتعرف يوليوس على مهاجر هندي يغير اسمه إلى غوستاف سفينسون، ويقرران معًا بدء مزرعة للهليون وتسويقه كمنتج سويدي. مع مرور الوقت، يبدأ يوليوس بالقلق بشأن نفاد المال، ولكنهما يقرران الاحتفال بعيد ميلاد آلان الـ101 قبل النظر في أمورهما المالية.
خلال الاحتفال، يتورط آلان ويوليوس في رحلة منطاد تنتهي بهما في المحيط الهندي، حيث يتم إنقاذهما من قبل سفينة كورية شمالية تنقل اليورانيوم. يتظاهر آلان بأنه خبير نووي لتجنب التعرض للأذى ويُجبر هو ويوليوس على مواصلة الرحلة إلى كوريا الشمالية. هناك، يلتقيان بكيم جونغ أون وسفيرة الأمم المتحدة السويدية، التي تكتشف حقيقتهما وتبدأ في التخطيط لهروبهما. في نهاية المطاف، ينجح آلان في خداع المهندسين الكوريين ويهرب مع يوليوس بمساعدة السفيرة إلى الولايات المتحدة.
في نيويورك، يلتقي آلان بالرئيس الأمريكي دونالد ترامب ولكنه يقرر عدم تسليمه اليورانيوم بعد حادثة غير متوقعة. يعود آلان ويوليوس إلى السويد حيث ينفقان أموالهما الأخيرة. أثناء البحث عن مأوى، يساعدان صاحبة الدكان سابين جونسون في متجرها للتوابيت. بعد حادثة مع مجموعة نازية جديدة، يضطر الثلاثة للهرب ويقررون التوجه إلى مالمو بحثًا عن بداية جديدة.

## أنظر أيضًا
- المئوي الذي هبط من النافذة واختفى
- يوناس يوناسون

## روابط خارجية
https://jonasjonasson.com/